# Kana (Tchériba)
Pour les articles homonymes, voir Kana (homonymie).
Kana est une commune située dans le département de Tchériba de la province du Mouhoun au Burkina Faso.